# Carla Perez
Carla Aparecida Perez Soares da Silva (nhũ danh Soares; sinh ngày 16 tháng 11 năm 1977) là một nữ ca sĩ, vũ công, người dẫn chương trình truyền hình và cựu nữ diễn viên người Brazil. Cô đã trở nên nổi tiếng vào giữa những năm 1990 sau khi biểu diễn cùng nhóm axé É o Tchan!.

## Tiểu sử
Carla Perez được sinh ra ở Salvador, Bahia vào ngày 16 tháng 11 năm 1977, để Carlos Soares và Ivone Perez; Về phía mẹ cô, cô là người gốc Tây Ban Nha. Cô cũng có hai anh trai và hai chị gái. Khi cô 15 tuổi, cô đã từ bỏ cô baile de debutante để đủ khả năng một mô hình tất nhiên. Năm 1995, cô được mời biểu diễn cho nhóm axé mới thành lập É o Tchan!, điều khiến cô nổi tiếng trên toàn quốc và sau đó đã đưa cô đến với hợp đồng khỏa thân năm lần cho Playboy Brasil. Perez chia tay với É o Tchan! vào năm 1998 để theo đuổi các dự án cá nhân, chẳng hạn như một trong những nữ diễn viên; trong cùng năm đó, Perez đóng cùng với Alexandre Pires (bạn trai của cô lúc đó), Perry Salles, Lázaro Ramos và Lucci Ferreira trong bộ phim tiểu sử bán giả tưởng Cinderela Baiana, đạo diễn bởi Conrado Sanchez. Đó là một thất bại nghiêm trọng và thương mại, và Perez tuyên bố nhiều năm sau khi bộ phim được phát hành rằng Perez đã từ chối nó. Vai diễn cuối cùng của Perez là một vai khách mời trong bộ phim Xuxa Requebra năm 1999. Cũng trong khoảng thời gian cô tổ chức các chương trình tạp kỹ Fantasia (từ 1998 đến 1999) và Canta e Dança, Minha Gente (từ 1999 đến 2001), cả hai đều được SBT phát sóng.
Bắt đầu từ năm 2000, khi cô phát hành album đầu tiên, Algodão-Doce, thông qua Điện ảnh Âm nhạc và thành lập khối Carnival cùng tên, Perez bắt đầu hiến thân cho trẻ em. Perez đã phát hành thêm hai album, Todos Iguais và Eletro Kids, vào năm 2005 và 2007. Từ năm 2003 đến 2008, cô đã bảo vệ Carnaval Bahian cho Rede Bandeirantes. Gần đây hơn, từ năm 2012 đến 2017, cô đã tổ chức chương trình thiếu nhi Clube da Alegria, được phát sóng bởi TV Aratu ở Bahia.

## Cuộc sống cá nhân
Perez đã có một mối quan hệ ngắn ngủi với thủ lĩnh Só Pra Tương phản Alexandre Pires vào cuối những năm 1990. Năm 2000, Perez đã gặp giọng ca chính của Harmonia do Samba, Manuel Alexandre Oliveira da Silva (hay còn gọi là Xanddy), và họ kết hôn vào năm sau. Cặp đôi có hai con: Camilly Victória (sinh năm 2001)  và Victor Alexandre (sinh năm 2003). Từ đầu năm 2016 đến cuối năm 2017 hai người sống ở Orlando, Florida.